# Lincoln Portrait
Lincoln Portrait (conosciuto anche come A Lincoln Portrait) è una composizione musicale per orchestra scritta dal compositore statunitense Aaron Copland nel 1942, nel pieno della seconda guerra mondiale. L'esecuzione dell'opera richiede un'intera orchestra, con particolare coinvolgimento del gruppo degli ottoni nelle fasi in crescendo.
Accompagnata dalla musica si sviluppa una narrazione con la lettura di estratti dai più importanti documenti relativi ad Abraham Lincoln, compreso il Discorso di Gettysburg.

## Storia
A Copland venne chiesto di scrivere un ritratto musicale di un "Americano eminente" da parte del direttore d'orchestra Andrej Kostelanec. All'inizio, Copland voleva scrivere un'opera su Walt Whitman, ma visto il momento storico si decise di proporre una figura politica: "Da questo momento, la figura di Lincoln sembrò l'unica" (Copland). Copland usò materiale dai discorsi e dalle lettere di Lincoln e citò canzoni popolari originali di quel periodo, inclusa "Camptown Races" and "Springfield Mountain".
Copland terminò Lincoln Portrait nell'aprile del 1942.
La prima rappresentazione fu eseguita dalla Cincinnati Symphony Orchestra il 14 maggio del 1942, con la voce narrante di William Adams

## Organico
Lincoln Portrait è scritto per una voce narrante ed un'orchestra, composta da:
- 2 flauti (2 ottavini doppi)
- 2 oboe
- corno inglese (opzionale)
- 2 clarinetti in SI bemolle
- clarinetto basso
- 2 fagotti
- controfagotto (opzionale)
- 4 corni
- 3 trombes in SI bemolle (minimo 2; 1 opzionale)
- 3 tromboni
- tuba
- timpani
- rullante
- cembalo
- grancassa
- gong
- glockenspiel o metallofono
- sonagli
- xilofono
- celesta (opzionale)
- arpa
- archi

Il corno inglese, il clarinetto basso, il controfagotto, la terza tromba e la celesta furono giudicate non essenziali dal compositore per l'esecuzione.
La composizione è stata anche trascritta per altri organici, come ad esempio un ensemble di legni.

## Narratori famosi
Sono stati narratori famosi del Lincoln Portrait:
- John Malkovich, Riccardo Muti, Chicago Symphony Orchestra 2018 e Ravenna Festival, le Vie dell'amicizia[1]
- Alec Baldwin, Philadelphia Orchestra 2009[2]
- Richard Butler (Governatore della Tasmania), Sydney Symphony
- Walter Cronkite, U.S. Air Force Symphony Orchestra
- Clifton Davis, Jacksonville Symphony Orchestra, diretta da Fabio Mechetti, al Times-Union Center for the Performing Arts Florida, USA, 2009
- Henry Fonda, London Symphony Orchestra, diretta da Aaron Copland, al Walthamstow Londra, 1968[3]
- Al Gore, New York Philharmonic
- Katharine Hepburn, Cincinnati Pops Orchestra
- Charlton Heston, Utah Symphony Orchestra[4]
- James Earl Jones, Orchestra Sinfonica di Seattle[5] e San Francisco Symphony
- William Clarence Marshall, Orchestra di Cleveland
- Walter Mondale, Minnesota Orchestra
- Paul Newman, St. Louis Symphony Orchestra[6]
- Barack Obama, Chicago Symphony Orchestra[7]
- Gregory Peck, Los Angeles Philharmonic Orchestra[8]
- Vincent Price, Yale Symphony Orchestra
- Mario Ruffini, Philadelphia All City Orchestra diretta da Dan Liuzzi, Firenze, Piazza della Signoria, Loggia dei Lanzi, 27 giugno 2015 / Prima assoluta in versione italiana / FOG-Festival Orchestre Giovanili, 17ª edizione
- Carl Sandburg, New York Philharmonic, diretta da André Kostelanetz
- Norman Schwarzkopf, St. Louis Symphony Orchestra[9]
- Adlai Ewing Stevenson II, Philadelphia Orchestra[10], diretta da Eugene Ormandy (e registrata dalla Columbia Records)
- Marian Anderson, Philadelphia Orchestra, diretta da Seiji Ozawa e Aaron Copland, per due volte a Saratoga Springs nel 1966 e nel 1977)
- James Taylor, Los Angeles Philharmonic Orchestra
- Margaret Thatcher, London Symphony Orchestra[11]
- Samuel L. Jackson, Orchestra of St. Luke's diretta da James Levine
- Gore Vidal, Los Angeles Philharmonic Orchestra, diretta da Michael Tilson Thomas, all'Hollywood Bowl, 2 agosto 2007
- William Warfield, varie orchestre e direttori
- Tom Hanks, U.S. Armed Forces Symphony, in occasione della celebrazione We Are One: The Obama Inaugural Celebration at the Lincoln Memorial, 18 gennaio 2009[12]
- Frankie Faison, Montclair State University Orchestra, primavera 2000
- James Earl Jones, Chicago Symphony Orchestra's Lincoln Bicentennial Celebration, febbraio 2009
- Danny Glover, Appleton West High School Wind Ensemble, Fox Cities PAC, dicembre 2002
- Frank J. Williams, Rhode Island Philharmonic, febbraio 2009[13]
- Robert A. Muh, Boston Symphony Orchestra, Boston Pops, 4 giugno 2009[14]
- Sen. Edward M. Kennedy, Symphony by the Sea, in occasione del Newburyport Yankee Homecoming, 29 luglio 2006[15]
- Willie Stargell, giocatore di Baseball
- A.W. Workman, attore
- Esther Rolle, attrice

## Cultura di massa
Della composizione fu fatta una parodia da Peter Schickele nella sua opera Bach Portrait nell'album 1712 Overture and Other Musical Assaults.
In Italia, la rappresentazione di Lincoln Portrait è legata alla performance del sindaco di Milano Letizia Moratti il 23 settembre 2009 al teatro Dal Verme di Milano. L'esecuzione è stata interrotta dalla contestazione di alcuni studenti del Liceo Gandhi di Milano, infuriati per la chiusura dei corsi serali e la perdita dell'occasione di studiare per numerosi studenti che si mantengono lavorando durante la giornata.